# イオスコ郡 (ミシガン州)
イオスコ郡（英: Iosco County）は、アメリカ合衆国ミシガン州ロウアー半島の東部ヒューロン湖岸に位置する郡である。2010年国勢調査での人口は25,887人であり、2000年の27,339人から5.3%増加した。郡庁所在地はトーワスシティ市（人口1,827人）であり、同郡で人口最大の都市はイーストトーワス（人口2,808人）である。
「イオスコ」という言葉は「灯りの水」を意味するインディアンの言葉である。1840年にカノティン郡として出発したが、1843年にイオスコ郡に改名され、1857年に組織化された。

## 地理
アメリカ合衆国国勢調査局に拠れば、郡域全面積は1,890.77平方マイル (4,897.1 km2)であり、このうち陸地549.11平方マイル (1,422.2 km2)、水域は1,341.66平方マイル (3,474.9 km2)で水域率は70.96%である。

### 特徴的な地形
- トーワス湾
- パイン川、アルコナ郡を水源としてイオスコ郡に入り、オスコダの北西でバンエッテン湖に注いでいる
- オ・サーブル川
- タートル湿地野生生物生息域[5]
- バンエッテン湖
- トーワス湖
- フット・ダム池
- 郡域にはオ・サーブル州立林が掛かっている。

### 主要高規格道路
- アメリカ国道23号線はサンライズ・サイド・コースタル・ハイウェイと呼ばれている
- ミシガン州道55号線はヒューロン湖からミシガン湖までロウアー半島を東西に横切る3本の州道の1つである。その東端はトーワスシティのアメリカ国道23号線交差点である[6]
- ミシガン州道65号線
- 郡道41号線
- リーバーロード国立景観側道は州道65号線からオ・サーブル川に並行して23マイル (37 km) 東に走り、オスコダの国道23号線までである。ナショナル・シーニックウェイに指定されている[7]。木樵の記念碑横を通っている

### 隣接する郡
- アルコナ郡 - 北
- アレナク郡 - 南西
- オゲモー郡 - 西
- オスコダ郡 - 北西

### 国立保護地域
- ヒューロン国立の森（部分）

## 人口動態
以下は2000年の国勢調査による人口統計データである。
| 基礎データ - 人口: 27,339人 - 世帯数: 11,727 世帯 - 家族数: 7,857 家族 - 人口密度: 19人/km2（50人/mi2） - 住居数: 20,432軒 - 住居密度: 14軒/km2（37軒/mi2） 人種別人口構成 - 白人: 96.92% - アフリカン・アメリカン: 0.41% - ネイティブ・アメリカン: 0.66% - アジア人: 0.46% - 太平洋諸島系: 0.05% - その他の人種: 0.23% - 混血: 1.27% - ヒスパニック・ラテン系: 0.98% 先祖による構成 - ドイツ系：23.2% - イギリス系：12.3% - アイルランド系：10.6% - アメリカ人：9.9% - ポーランド系：8.3% - フランス系：7.1% 言語による構成 - 英語：97.4% - スペイン語：1.0% | 年齢別人口構成 - 18歳未満: 22.4% - 18-24歳: 5.4% - 25-44歳: 23.4% - 45-64歳: 27.3% - 65歳以上: 21.6% - 年齢の中央値: 44歳 - 性比（女性100人あたり男性の人口） - 総人口: 96.3 - 18歳以上: 93.6 世帯と家族（対世帯数） - 18歳未満の子供がいる: 24.9% - 結婚・同居している夫婦: 55.2% - 未婚・離婚・死別女性が世帯主: 8.4% - 非家族世帯: 33.0% - 単身世帯: 28.6% - 65歳以上の老人1人暮らし: 14.0% - 平均構成人数 - 世帯: 2.30人 - 家族: 2.79人 収入と家計 - 収入の中央値 - 世帯: 31,321米ドル - 家族: 37,452米ドル - 性別 - 男性: 30,338米ドル - 女性: 21,149米ドル - 人口1人あたり収入: 17,115米ドル - 貧困線以下 - 対人口: 12.7% - 対家族数: 9.5% - 18歳未満: 18.5% - 65歳以上: 7.6% |

## 郡政府
郡政府は郡監獄の運営、地方道の維持、地方裁判所の運営、権利譲渡と抵当権設定記録など重要記録の維持、公衆衛生規制の管理、福祉など社会サービスの項目で州の施策への参加を行う。郡政委員会は予算を管理するが、法や条例を作るのは限定付き権限である。ミシガン州では、警察と消防、建設と区画割、税評価、街路維持など地方政府の大半機能は個々の都市と郡区の責任である。

## 教育
郡内の公立教育学区はヘイル地域、オスコダ地域、トーワス地域、ウィットモア・プレスコット地域の4つである。その他に私立学校が3校ある。アルピーナ・コミュニティカレッジがオスコダの元ワートスミス空軍基地と地方公立学校施設にキャンパスがあり、カレッジレベルの教育を行っている。

## 郡区
イオスコ郡は下記11の郡区に分割されている。
| - アラバスター - オ・サーブル - ボールドウィン - バーリー | - グラント - オスコダ - プレーンフィールド - リノ | - シャーマン - トーワス - ウィルバー |

## 都市と町
| 都市 - イーストトーワス - トーワスシティ - 郡庁所在地 - ウィットモア | 未編入の町 - オ・サーブル - ヘイル - ロングレイク - ナショナルシティ - オスコダ |

## 新聞
- 「イオスコ・カウンティ・ニューズ・ヘラルド」がイオスコ郡の新聞である[8]
- 「オスコダ・プレス」は郡北部とアルコナ郡南部に配付される週刊紙である[9]